# Храм Святого Доминика (Ла-Пас)
Храм Святого Доминика (храм Санто-Доминго; исп. Templo Santo Domingo) — одна из старейших католических церквей малая базилика в Ла-Пасе (Боливия). Храм построен в стиле андское барокко, фасад из резного камня выполнен в 1760 году.

## Расположение
Храм находится в Ла-Пасе на углу улиц Ингави и Янакоча.

## История
Храм был основан в 1590 году и входил в состав монастыря Санто-Доминго. В настоящее время сохранился только храм, единственное сохранившееся здание монастыря используется колледжем Аякучо.

## Архитектура
Портик храма Святого Доминика выполнен в стиле андского барокко, для которого характерны обильные украшения с мотивами фауны и флоры субтропического региона Ла-Пас, а также крылатые лики ангелов на колоннах. Над центральным входом изображён ангел в одежде вице-королевства, а в верхней части — фигура Бога-творца, сияющего на облаках. Внутреннее убранство выполнено в стиле неоклассицизма.
В конце 1990-х годов проводилась реставрация храма под руководством тогдашнего священника монсеньора Луиса Камачо Идальго.

## Галерея

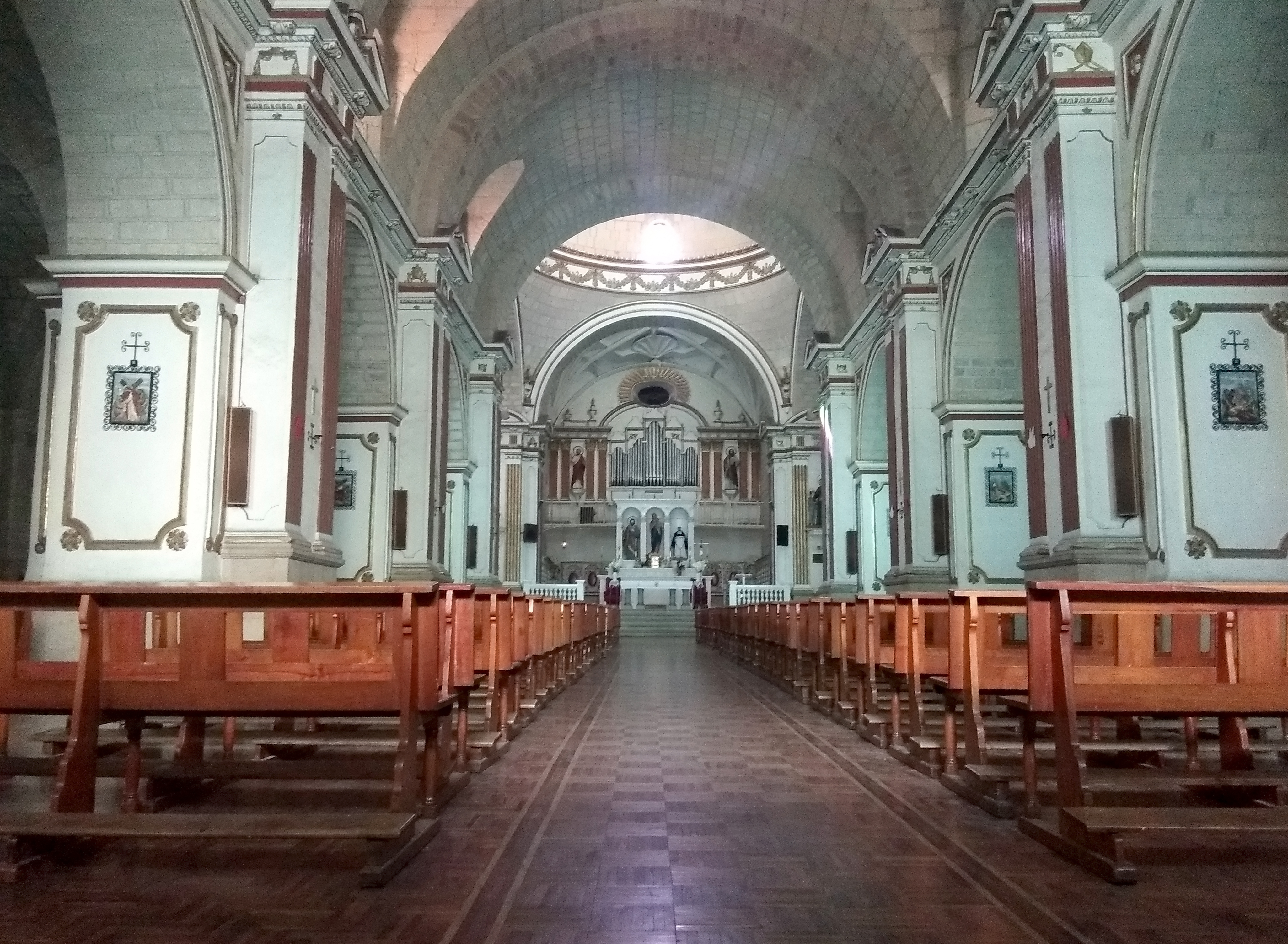
Интерьер храма
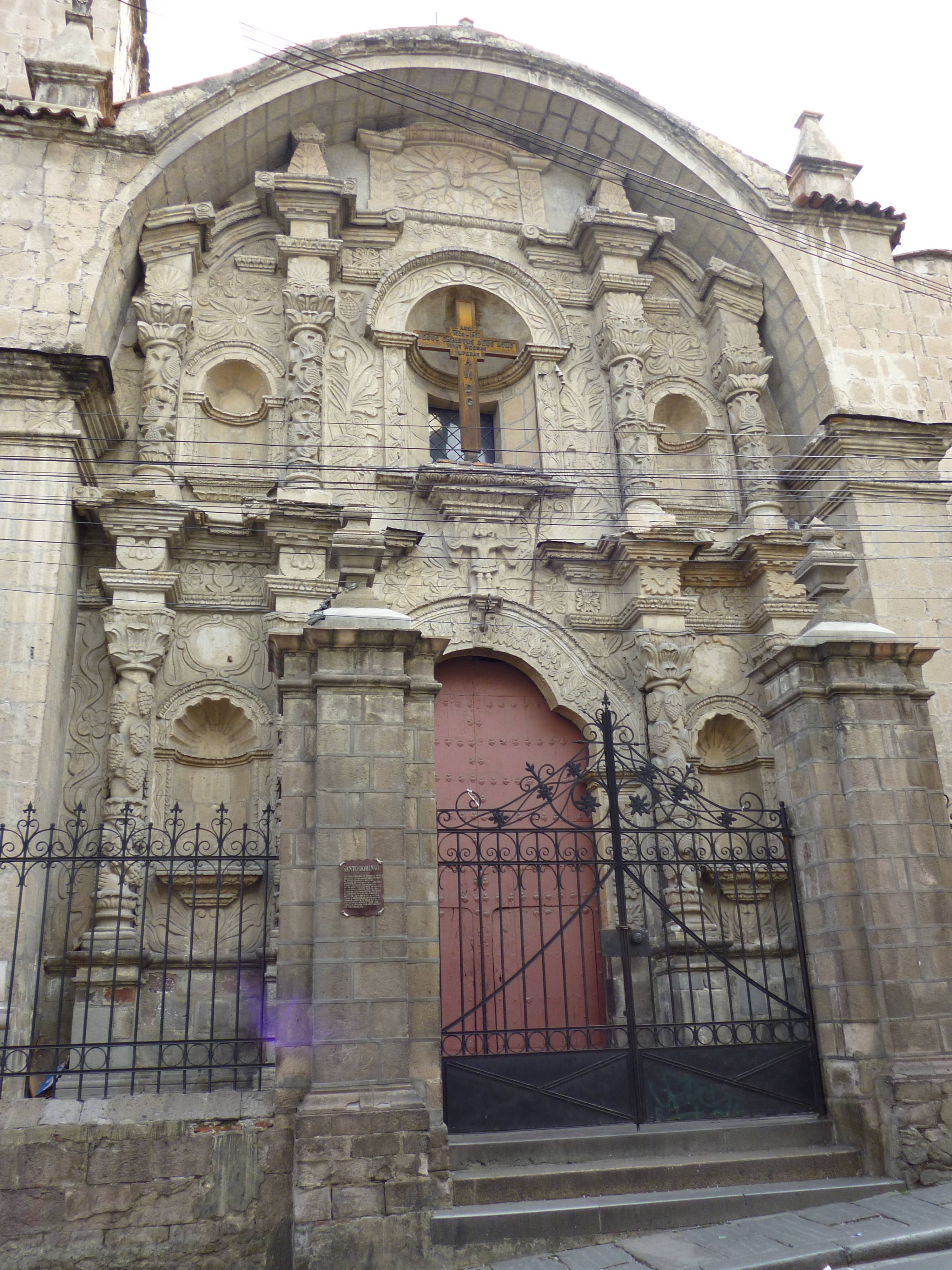
Вход в храм
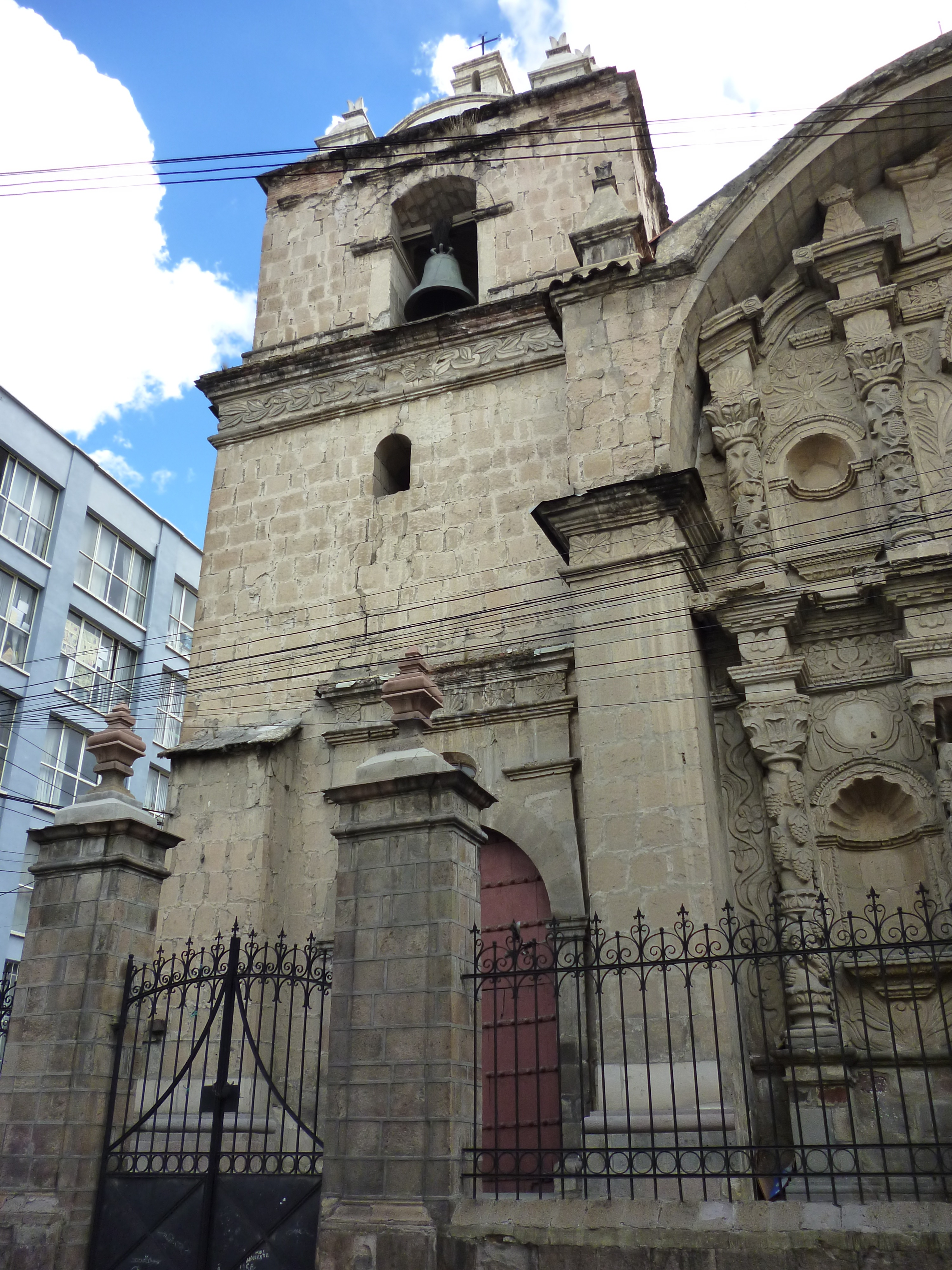
Колокольня